# クロスガーデン手稲前田

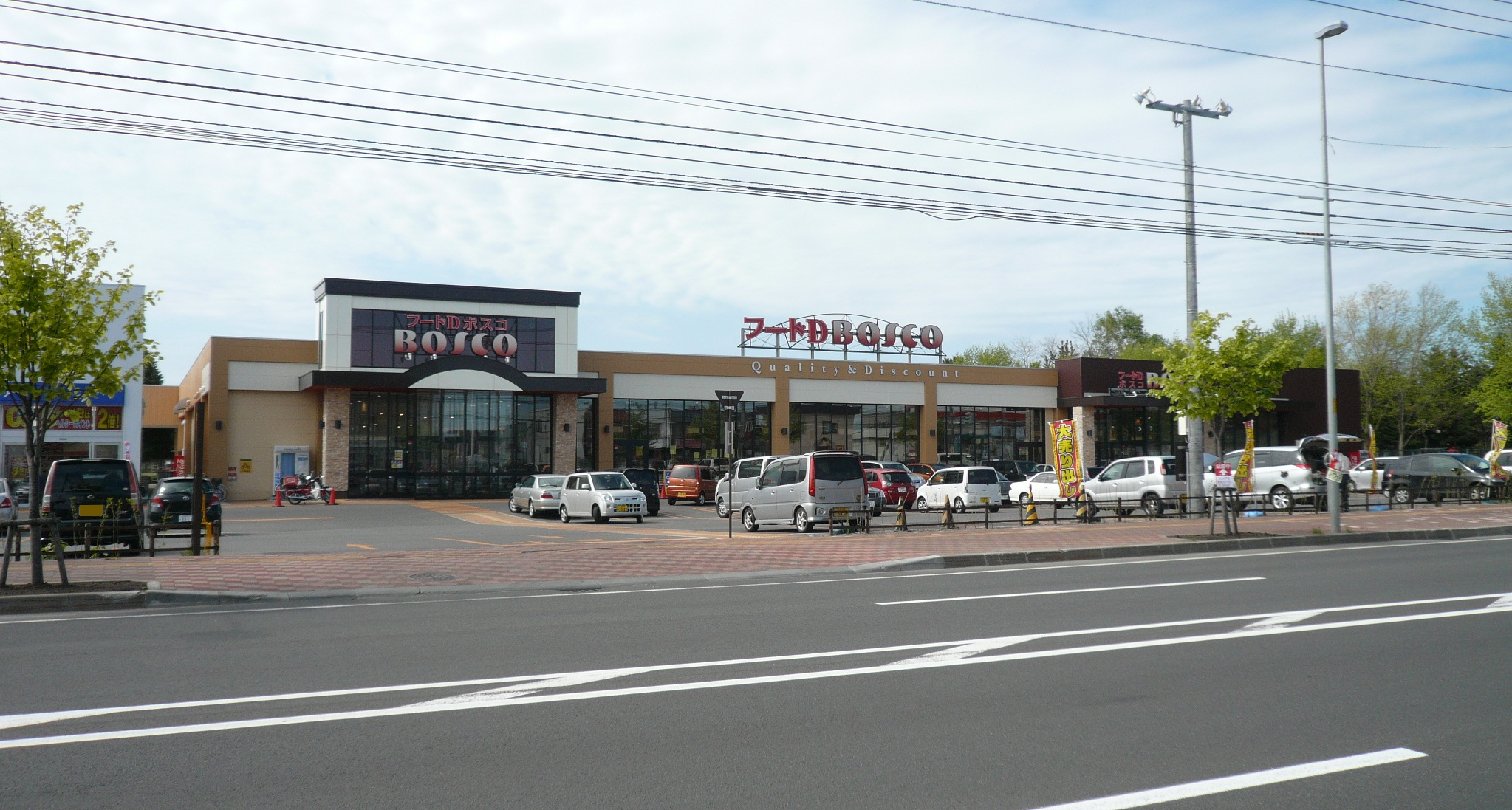
フードD BOSCO（2012年5月）

クロスガーデン手稲前田（クロスガーデンていねまえだ）は、北海道札幌市手稲区前田にあるショッピングセンター。オリックスグループが展開するショッピングモール「クロスガーデン」のひとつで、食品スーパー「フードD BOSCO店」を核店舗とする小規模なネイバーフッド型ショッピングセンター (NSC) である。
計画当初の名称は「手稲前田ショッピングセンター」であった。

## 沿革
- 2011年（平成23年）9月2日 - 先行オープンにより、食品スーパー「フードD BOSCO店」開業[2]。
- 2011年（平成23年）9月23日 - クロスガーデン手稲前田グランドオープン[1]。
- 2011年（平成23年）9月28日 - 回転寿司根室花まる開店により、全テナント開店[1]。

## 主なテナント
東区画
- フードD 365BOSCO店 - 店舗面積：2,149m2[3]
- サツドラ 手稲前田店 - 店舗面積：606m2[3]
- ABCマート クロスガーデン手稲前田店 - 店舗面積：542m2[3]

西区画
- GU クロスガーデン手稲前田店
- 回転寿司 根室花まる 手稲前田店

## 周辺
- 北海道道44号石狩手稲線（石狩手稲通）
- 北海道道125号前田新川線（新川通）
- 北海道道452号下手稲札幌線（下手稲通）
- 稲山通
- 手稲郵便局
- 前田公園
- 北海道信用金庫手稲支店
- 北海道信用金庫手稲支店前田出張所
- 北門信用金庫手稲前田支店
- ザ・ビッグ エクスプレス（旧スーパーマーケットジョイ）前田店
- ドン・キホーテ手稲店
- 北海道科学大学
- 北海道札幌手稲高等学校
- 札幌市立前田中学校
- 札幌市立前田小学校
- 聞佛寺

## 交通機関

### 鉄道
- 北海道旅客鉄道（JR北海道）函館本線手稲駅から徒歩20分。

### 路線バス
- ジェイ・アール北海道バス・北海道中央バス「前田8条10丁目停留所」から徒歩1分。